# Benjamin Mays

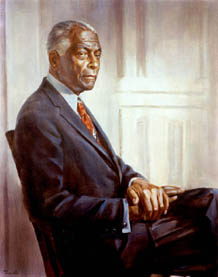
Benjamin Mays, 1969

Benjamin Elijah Mays (* 1. August 1894 in Greenwood (South Carolina); † 28. März 1984 in Atlanta) war ein US-amerikanischer Lehrer, Baptistenpastor und Bürgerrechtler. Von 1940 bis 1967 diente er als Präsident des Morehouse College in Atlanta. Außerdem war er Mentor Martin Luther Kings. 

## Leben
Mays war das Jüngste von acht Kindern. Seine Eltern, Hezekiah Mays und Louvenia Carter, waren ehemalige Sklaven, die nach ihrer Befreiung als Pachtbauern tätig geworden waren. Auf Grund ihrer Hautfarbe wurden die Mays im Tiefen Süden unterdrückt und ihrer Rechte als Bürger beraubt. Als seine frühste Kindheitserinnerung beschrieb Mays die Phoenix-Krawalle, bei denen eine Reihe schwarzer Männer, darunter sein Cousin, von einem weißen Mob gelyncht wurden. Seine Jugend war von einem „unstillbaren Verlangen“ (englisch insatiable desire) nach Bildung geprägt. Trotz der Armut seiner Familie absolvierte er 1916 die High School und ging, nachdem ihn die Holderness School wegen seiner Hautfarbe abgelehnt hatte, auf das Bates College in Maine. Dort machte er 1920 seinen Bachelor of Arts. Mays wollte sein Studium eigentlich an der Newton Theological Institution, einem baptistischen Theologischen Seminar, fortsetzen, wurde jedoch erneut wegen seiner Hautfarbe abgelehnt. Stattdessen immatrikulierte er sich an der University of Chicago, wo er 1925 seinen Master of Arts erhielt und 1935 in Theologie promoviert wurde. 1920 heiratete er die Hochschullehrerin Ellen Harvin, die bereits 1923 verstarb. 1926 heiratete er Sadie Gray. Beide Ehen blieben kinderlos.
Mays unterbrach sein Studium, um von 1921 bis 1924 am Morehouse College Mathematik zu unterrichten und ein Jahr lang als stellvertretender Dean zu dienen. Außerdem wurde er der Pastor der Shiloh Baptist Church. Nachdem er kurzzeitig Englisch an seiner ehemaligen High School unterrichtet hatte, wurde Mays 1926 als executive secretary der National Urban League (NUL) in Tampa in der Bürgerrechtsbewegung aktiv. Zwei Jahre später zog er sich aus der NUL zurück und wurde Sekretär der YMCA, bei der er sich für ein Ende der Rassentrennung einsetzte. Im Auftrag des Institute of Social and Religious Research führten er und Joseph W. Nicholson eine Studie zu afroamerikanischen Kirchen durch, die 1933 unter dem Titel The Negro’s Church erschien. 1934 übernahm er den Posten des Deans an der School of Religion der Howard University, die sich während seiner Amtszeit zu einer der angesehensten Theologischen Fakultäten des Landes entwickelte. Zu seinen Kollegen gehörten einige der einflussreichsten schwarzen Theologen seiner Zeit, darunter Howard Thurman und Mordecai Johnson. 1938 veröffentlichte er die Studie The Negro’s God, as Reflected in His Literature, in der er das afroamerikanische Bild Gottes analysiert. Sein neue Position ermöglichte ihm Reisen nach Europa und Asien, wo er dem indischen Aktivisten Mahatma Gandhi begegnete. Dessen Philosophie der Gewaltfreiheit übte einen großen Einfluss auf sein eigenes Denken aus.
1940 übernahm Mays die Führung des Morehouse College, das er aus den finanziellen Schwierigkeiten führte, in denen sich die Hochschule seit dem Schwarzen Donnerstag 1929 befunden hatte. Unter seiner Führung wurde das Morehouse College zu einer der führenden afroamerikanischen Lehreinrichtungen der Vereinigten Staaten. Er vermittelte der Studentenschaft in allwöchentlichen Reden das Bild eines starken „Morehouse Man“s, der im Kampf für Soziale Gerechtigkeit von seinen im College gelernten Fähigkeiten Gebrauch machte und seine Gleichheit mit Weißen einforderte. In Anlehnung an Walter Rauschenbuschs Social Gospel beschrieb er ihnen den Aktivismus, das Streben nach einer besseren Welt, als ihre religiöse Pflicht vor Gott. Einen besonderen Einfluss übte Mays auf Martin Luther King aus, der 1944 bis 1948 am Morehouse College studierte. Mays spielte eine maßgebliche Rolle bei Kings Entscheidung, Theologe zu werden, und brachte ihn in privaten Gesprächen solchen Konzepten wie der Gewaltfreiheit und der Social Gospel näher, die später zu zentralen Themen seines Denkens wurden. Auch später unterstützte er King: Er begleitete ihn auf dem Marsch auf Washington für Arbeit und Freiheit, organisierte die Feierlichkeiten in Atlanta nachdem King der Friedensnobelpreis verliehen wurde und hielt bei seiner Beerdigung eine Trauerrede. Weiterhin war er als Bürgerrechtler in Organisationen wie der National Association for the Advancement of Colored People (NAACP) aktiv. Außerdem engagierte er sich auch für die Friedensbewegung und gegen den Vietnamkrieg. Sein Einsatz für die Bürgerrechtsbewegung brachte ihm allerdings auch Kritik ein; so wurde ihm unterstellt, er sei ein Kommunist. Als der Präsident John F. Kennedy ihn 1961 zur Civil Rights Commission ernennen wollte, wurde Mays vom Senat nicht bestätigt.
Auch nachdem Mays 1967 in den Ruhestand gegangen war, blieb er gesellschaftlich aktiv. 1970 bis 1981 leitete er den board of education Atlantas und organisierte die desegregation der dortigen Schulen. Später diente er dem Präsidenten Jimmy Carter als Berater. Er verstarb 1984 in Atlanta.
Mays wurde für seine Arbeit mehrfach geehrt, u. a. mit einer Vielzahl an Ehrendoktorwürden und einer Statue im Greenwood County. 1971 wurde Mays in die American Academy of Arts and Sciences gewählt. 1982 verlieh ihm der NAACP die Spingarn Medal.

## Werke (Auswahl)
- The Negro’s God, as Reflected in His Literature 1938
- Seeking to Be Christian in Race Relations 1957
- Born to Rebel: An Autobiography Scribner, New York 1971
  - Born to Rebel: An Autobiography Neuauflage mit Vorwort von Orville Vernon Burton, University of Georgia Press, Athens 2003
- Lord, the People Have Driven Me On 1981